# Dietmar Gugler
Dietmar Gugler (* 22. Dezember 1961 in Neckartailfingen) ist ein ehemaliger deutscher Nationenpreisreiter sowie seit 2001 Trainer der Nachwuchs-Springreiter und seit Mai 2010 Coach der Vereinigten Arabischen Emirate.

## Werdegang
1980 begann er eine Ausbildung zum Pferdewirt bei Fritz Ligges und erzielte dort internationalen Erfolge. Sein erstes S-Springen gewann er im Alter von 21 Jahren. 1983 ging er für ein Jahr als Sportsoldat zur Sportschule der Bundeswehr nach Warendorf. Im Anschluss daran war er bis 1988 bei Ligges tätig. 1988 wechselte er auf das Gestüt Prinzenberg und übernahm den sportlichen Teil der Dieter Hofmann-Stiftung im hessischen Pfungstadt, die junge Springreittalente fördert. Dort bildete er 40 junge Reiter bis zur schweren Klasse aus. Im Mai 1995 wechselte Gugler in den Stall von Paul Schockemöhle, war dort für den internationalen Ein- und Verkauf von Springpferden zuständig und legte im gleichen Jahr die Pferdewirtschaftsmeisterprüfung ab. 
2001 wurde er zum  Bundestrainer der Junioren und der Jungen Reiter berufen. Seine Schützlinge, unter anderem Philip Rüping und Angelina Herröder, gewannen bislang unter seiner Anleitung 28 Medaillen, darunter neunmal Gold bei Europameisterschaften. 2002 übernahm er das Gestüt Prinzenberg und betreibt dort ein Trainingscenter, in dem junge Springreiter aus der ganzen Welt trainieren. Zu seinen bekanntesten Schülern zählen Georgina Bloomberg und die Schwedin Angelica Augustsson. Auch Sevil Sabancı hat ihre Pferde bei Gugler untergebracht.
2010 wurde er zum Coach der Vereinigten Arabischen Emirate berufen, für die er bei den Weltmeisterschaften in Kentucky im Einsatz war.
Gugler ritt in 13 Nationenpreisen für Deutschland. 
Er ist zum zweiten Mal verheiratet und ist Vater von drei Kindern.